# آنتارس (موشک)
آنتارس(به انگلیسی: Antares) ( ‎/ænˈtɑːriːz/‎ )، یک سامانه یک‌بارمصرف پرتاب است که توسط اوربیتال ساینسز کورپوریشن (در حال حاضر بخشی از نورث روپ گرومن ) و Yuzhnoye Design Office برای پرتاب فضاپیمای سیگنوس به ایستگاه فضایی بین‌المللی به عنوان بخشی از برنامه‌های COTS و CRS ناسا، طراحی و توسعه یافته‌است. این موشک قادر به حمل بیش از ۸٬۰۰۰ کیلوگرم (۱۸٬۰۰۰ پوند) به مدار نزدیک زمین است و در حال حاضر بزرگترین موشکی است که توسط نورتروپ گرومن استفاده می‌شود. آنتارس نخستین پروازخود را در ۲۱ آوریل ۲۰۱۳ انجام داد. 